# Гуадалкивир
Гуадалкивир (на испански: Guadalquivir) е 4-тата по дължена река в Южна Испания (автономна област Андалусия), вливаща се в Атлантическия океан. Дължина 657 km, площ на водосборния басейн 56 978 km². Името и произлиза от арабски и означава „Голямата река“. През древността е била известна под името Бетис.

## Географска характеристика

### Извор, течение, устие
Река Гуадалкивир води началото си на 1789 m н.в., от планината Сиера де Касорла (източната част на планинската верига Кордилиера Бетика), на 8 km югоизточно от град Кесада, в югоизточната част на провинция Хаен, автономна област Андалусия. В горното си течение е типична планинска река с дълбока и тясна (на места каньоновидна) долина и бурно течение. В началото тече на североизток, а след изтичането си от язовира „Транко де Беа“ рязко завива на югозапад, като по този начин заобикаля от изток, север и запад планината Сиера де Касорла. След устието на левия си приток река Гуадиана Менар долината и се разширява и тече между подножията на планините Сиера Морена на север и Кордилиера Бетика на юг. При град Кордоба излиза от планиниските райони и пресича в югозападно направление Андалуската низина, като тук долината ѝ става много широка и плитка, течението ѝ е бавно и спокойно, а ширината на коритото ѝ между Кордоба и Севиля достига 150 – 200 m. След Севиля Гуадалкивир тече по плоска и заблатена крайбрежна низина и се дели на ръкави. Преди устието си отново се събира в едно корито и се влива в източната част на Кадиския залив на Атлантическия осеан, при град Санлукар де Барамеда, като образува естуар широк до 7 km, който е рай за различни видове водни птици. Част от тази област попада в границите на Националния парк Кото Доняна.

### Водосборен басейн, притоци
Водосборният басейн на Гуадалкивир обхваща площ от 56 978 km², като речната му мрежа е почти еднакво развита надясно и наляво. На северозапад, север и югоизток водосборният басейн на Гуадалкивир граничи с водосборните басейни на реките Рио Тинто, Одиел, Гуадиана и Гуадалете, вливащи се директно в Атлантическия океан, а на североизток, изток и юг – с водосборните басейни на реките Хукар, Сегура, Алмансора, Андаракс, Гуадалфео и Гуадалорсе (от басейна на Средиземно море).
Основени притоци:
- леви – Гуадиана Менар (182 km, 7251 km²), Гуадалбильон (74 km), Гуадахос (114 km, 2415 km²), Хенил (358 km, 8278 km²), Корбонес (58 km, 1826 km²), Гуадайра (110 kmq 1589 km²);
- десни – Гуадалимар (167 km, 5327 km²), Румблар (70 km, 710 km²), Хандула (90 km, 2565 km²), Гуадалбарбо (111 km), Гуадято (123 km), Бембесар (111 km, 1984 km²), Уесна (61 km), Вияр (117 km)[1].

### Хидроложки показатели
Река Гуадалкивир има предимно дъждовно подхранване и ясно изразено пълноводие през февруари и март, когато нивото ѝ се покачва с няколко метра и в миналото, преди коритото ѝ в долното течение да бъде обезопасено с водозащитни диги е причинявала големи наводнения. През лятото и есента реката е маловодна, но много често явление са епизодичните прииждания през този период в резултат от поройни дъждове във водосборния ѝ басейн. Среден годишен отток в долното течение 164 m³/sec.

## Стопанско значение, селища
Река Гуадалкинир има важно хидроенергийно, транспортно и иригационно значение. В горното ѝ течение и по някои от притоците ѝ са изградени големи хидроенергийни ВЕЦ-ове („Транко де Беа“ и др.), произвеждащи елестроенергия, захранваща почти цяла Южна Испания. Гуадалкивир е единствената испанска река, по която по време на прилив морски съдове навлизат нагоре по течението ѝ до град Севиля, а до град Кордоба се движат плиткогазещи речни съдове. В Андалуската низина голяма част от водите ѝ се отклоняват за напояване.
Долината ѝ по средното и долното ѝ течение е гъсто заселена, като най-големите селища са: Андухар (провинция Хаен), Монторо, Кордоба и Палма дел Рио (провинция Кордоба), Лора дел Рио, Вилянуева дел Рио и Минас, Ла Ринконада, Севиля, Ла Пуебла дел Рио (провинция Севиля), Санлукар де Барамеда (провинция Кадис).